# Helina maculipennis
Helina maculipennis är en tvåvingeart som beskrevs av Zetterstedt 1845. Helina maculipennis ingår i släktet Helina och familjen husflugor. Inga underarter finns listade i Catalogue of Life.